# Damat Hasan Pascià
Damat Hasan Pascià conosciuto anche come Moralı Damat Hasan Pascià (Tripoli, 1658 – al-Raqqa, maggio 1713) è stato un politico ottomano di origine greca. Fu nominato una volta gran visir dell'impero ottomano e due volte beilerbei dell'Eyalet d'Egitto.

## Biografia
Nato in Morea da una famiglia greca, fu reclutato nella Scuola dell'Enderûn con il sistema del Devşirme.
Inizialmente prestò servizio come Silahdar Agha e nel novembre 1687 fu nominato governatore dell'Egitto con il grado di visir fino al 1689/1690 quando divenne mutasarrif di Bursa e Izmit. Nel 1690/1691 sposò Hatice Sultan, figlia del sultano Mehmed IV, assumendo l'epiteto "Damat" (in turco: sposo, genero della dinastia ottomana). nel 1693 fu nominato governatore dell'isola di Sakiz (Chio) nel bel mezzo della guerra contro la Lega Santa (Sacro Romano Impero, Venezia e Polonia) che durò dal 1684 al 1699; subì un attacco navale del veneziano Antonio Zeno a Chio nel 1694, e vista la superiorità degli assalitori (un centinaio di navi e più di 8 000 uomini) si arrese; la guarnigione e la popolazione musulmana riuscirono a lasciare Chio. Come punizione per la sconfitta fu imprigionato ma rilasciato poco dopo e nominato governatore di Caffa in Crimea. Nel 1695 raggiunse il grado di secondo visir e fu muḥāfiẓ (governatore di un Muḥāfaẓa) di Edirne, beilerbei d'Anatolia e successivamente di Aleppo, e nel 1698 fu nominato Caimacam di Istanbul; ricoprì poi altri incarichi fino a quando il 17 novembre 1703 fu nominato Gran Visir. Fu deposto il 28 settembre 1704 e alla fine fu esiliato con sua moglie a Izmit. Tornò a fare il governatore d'Egitto (1707) e poi quello d'Anatolia (1712) dove regnò molto brevemente e nello stesso anno fu inviato a fare il governatore dell'Eyalet di Rakka in Siria dove morì nel maggio 1713.